# Mesembrius tuberosus
Mesembrius tuberosus är en tvåvingeart som beskrevs av Charles Howard Curran 1925. Mesembrius tuberosus ingår i släktet Mesembrius och familjen blomflugor. Inga underarter finns listade i Catalogue of Life.